# 松平康福
松平 康福（まつだいら やすよし）は、江戸時代中期の大名。老中、老中首座。はじめ5万400石だったが、加増され6万余石となる。石見国浜田藩主、下総国古河藩主、三河国岡崎藩主を経て再び浜田藩主。松井松平家6代。奏者番、寺社奉行、大坂城代を経て、老中に抜擢された。

## 生涯
先代の浜田藩主・松平康豊の長男として誕生した。元文元年（1736年）に家督を相続する。寛延2年（1749年）に奏者番に任命されたのを振り出しとして、宝暦9年（1759年）には寺社奉行兼任となり、下総古河に移封された。宝暦10年（1760年）に大坂城代に任命され、宝暦12年（1762年）9月晦日に三河岡崎に移封され、12月には西の丸老中に任命された。
天明元年（1781年）、老中首座松平輝高が在任中に死去し、その後を襲って老中首座となる。それまで勝手掛（財政担当）は老中首座が兼務する不文律があったが、田沼意次の強い意向で勝手掛は同列の水野忠友にまわされた。その埋め合わせとして天明5年（1785年）、1万石加増される。封地は、浜田から古河、岡崎、再び浜田と、1代で国替を数度経験する。この間、娘を意次の嫡男意知に嫁がせている。
天明6年（1786年）の意次失脚後も松平定信の老中就任や寛政の改革に最後まで抵抗したが、天明8年（1788年）4月3日に免職された。
その後、従弟の康定に家督を譲って隠居し、寛政元年（1789年）2月8日に死去した。

## 官歴
- 享保21年（1736年）2月8日：家督・御目見（将軍：吉宗）、元文元年12月6日：従五位下周防守
- 寛延2年（1749年）12月18日：奏者番
- 宝暦9年（1759年）1月15日：兼寺社奉行、転封古河藩
- 宝暦10年（1760年）8月15日：大坂城代、従四位下
- 宝暦12年（1762年）9月30日、転封岡崎藩、12月9日）西丸老中（西丸：家基）
- 宝暦13年（1763年）12月11日：老中格
- 宝暦14年（1764年）5月1日：老中
- 明和6年（1769年）11月18日：転封浜田藩
- 天明5年（1785年）1月29日：加増10,000石
- 天明8年（1788年）4月3日：免職・帝鑑間詰
- 寛政元年（1789年）2月8日：卒去

## 系譜
父母
- 松平康豊（父）
- 井上氏（母） - 側室

正室
- 土岐頼稔の娘

子女
- 松平康定正室
- 田沼意知正室
- 松平乗保正室

養子
- 松平康定 - 前田房長の三男

## 関連作品
映画
- 『大江戸風雲絵巻 天の眼』（1957年、松竹、演：藤間林太郎）
- 『紫頭巾』（1958年、東映、演：堀正夫）

テレビドラマ
- 『べらぼう〜蔦重栄華乃夢噺〜』（2025年、NHK大河ドラマ、演：相島一之）